# Лобода Іван Іванович (художник)
Іван Іванович Лобода́ (5 липня 1926, Малі Кринки — 2017) — український живописець; член Спілки радянських художників України з 1962 року. Заслужений художник УРСР з 1976 року. Батько живописця Тараса Лободи.

## Біографія
Народився 5 липня 1926 року в селі Малих Кринках (нині у складі села Великих Кринків Кременчуцького району Полтавської області України) в селянській сім'ї. Брав участь у німецько-радянській війні.
1957 року закінчив Київський художній інститут, де навчався зокрема у Михайла Іванова, Віктора Пузиркова, Олексія Шовкуненка, Ігоря Рєзника.
1986 року нагороджений Почесною грамотою Президії Верховної Ради УРСР. Жив у Івано-Франківську в будинку на вулиці Братів Майданських, № 14, квартира № 1, в будинку на вулиці Пушкіна № 37, квартира № 6 та в будинку на вулиці Сахарова, № 31, квартира № 10. Помер у 2017 році.

## Творчість
Працював у галузі станкового живопису. Автор портретів, пейзажів, картин на історичні, батальні і побутові теми у реалістичному стилі. Серед робіт:
- «Космацькі килимарниці» (1960);
- «На уроці» (1962);
- «Ветеран полковник М. Короленко» (1963—1964);
- «Вівчарі» (1963);
- «Тарас Шевченко на Україні» (1964);
- «Наречена» (1968);
- «Гора Близниця» (1968);
- «Гуцульське весілля» (1970);
- «Олекса Довбуш» (1972);
- «Трудівники полонин» (1975);
- «Іван Франко і Микола Лисенко» (1981);
- «Космонавт Андріян Ніколаєв» (1984);
- «Космонавт Георгій Береговий» (1985);
- «Космонавт Володимир Джанібеков» (1985);
- «Космонавт Петро Климук» (1986);
- «Шевченко над Дніпром» (1987);
- «Перед польотом» (1989—1990);
- «Гуцульські килимарниці» (1993);
- «Весільний похід» (1995);
- триптих «Богдан Хмельницький» (1995);
- «Олекса Довбуш з опришками» (1996);
- «Тарас Шевченко» (1996);

цикли
- «Зірки Прикарпаття» (1982–1985);
- «Гуцульське весілля» (1985–1993).

Брав участь в обласних, всеукраїнських, всесоюзних, міжнародних мистецьких виставках з 1947 року. Персональні виставки відбулися в Івано-Франківську у 1976, 1986, 1996, 2001, 2006, 2011–2013 роках. 
Деякі картини художника зберігаються в Івано-Франківському художньому музеї.